# Кларксон (Кентаки)
Кларксон (енгл. Clarkson) град је у америчкој савезној држави Кентаки.

## Демографија
По попису из 2010. године број становника је 875, што је 81 (10,2%) становника више него 2000. године.
| Група             | 2000.       | 2010.       |
| Белци             | 777 (97,9%) | 846 (96,7%) |
| Афроамериканци    | 0 (0,0%)    | 1 (0,1%)    |
| Азијати           | 8 (1,0%)    | 0 (0,0%)    |
| Хиспаноамериканци | 0 (0,0%)    | 15 (1,7%)   |
| Укупно            | 794         | 875         |